# August Brauer
Pour les articles homonymes, voir Brauer.
August Brauer est un zoologiste allemand, né le 3 avril 1863 et mort le 10 septembre 1917.
Il participe à une expédition scientifique de 1898-1899. Il dirige le musée d'histoire naturelle de Berlin à partir de 1906. Il enseigne la zoologie à partir de 1914.
Il étudie l’anatomie et le développement des gymnophiones. Il est également l’auteur d’importants travaux sur la classification et l’anatomie comparée des poissons des grandes profondeurs.

## Biographie
En tant que directeur, il réussit à élargir considérablement les collections du musée zoologique grâce à des achats pour lesquels il réussit à obtenir des aides privées ou à mettre à disposition ses fonds personnels lorsque le seul budget du musée ne permettait pas l'achat. De plus, il obtint que les collections des expéditions avec le Valdivia et le Gauss soient en grande partie transférées au musée de Berlin après leur traitement, tout comme le butin de l'expédition au Spitzberg de Fritz Schaudinn et Fritz Römer (de) (1866-1909). Avant sa mort, il stipule par testament que sa bibliothèque et l'ensemble de ses biens devaient revenir au musée zoologique. Le nouveau musée que Brauer souhaite construire à Dahlem ne vit pas le jour après la mort de Friedrich Althoff. Le musée existant est cependant considérablement agrandi de 1914 à 1917 par la construction d'une annexe.